# Пустеля

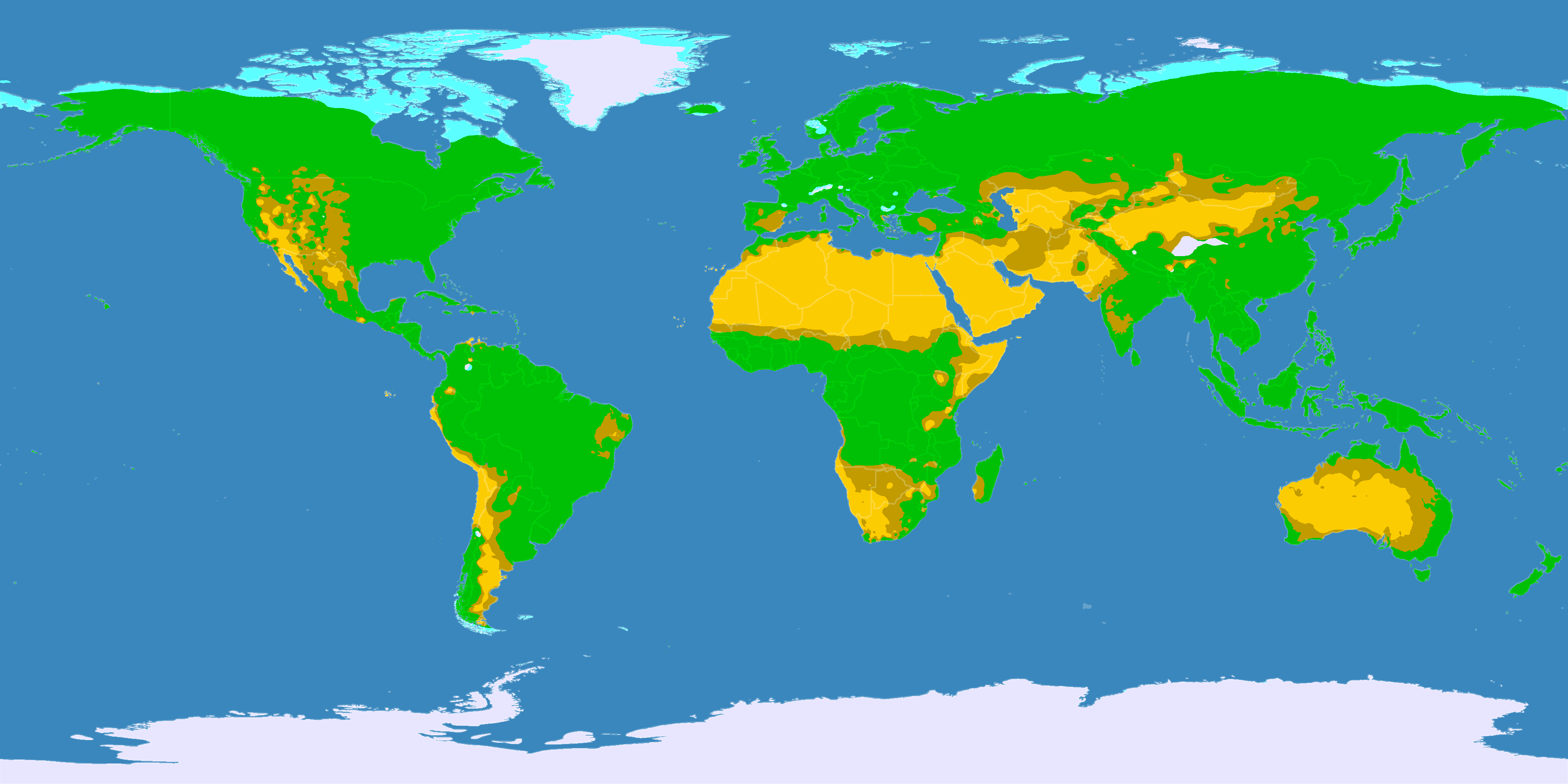
Пустельні регіони:
Пустелі
Напівпустелі
Тундра
Льодовики

Пусте́лі — тип ландшафту, що характеризується рівнинною поверхнею, розрідженістю або абсолютною відсутністю флори, а з фауни присутні лише специфічні та притаманні лише їй види.

## Загальний опис
Розрізняють піщані, кам'янисті, глинисті та солончакові пустелі. Окремо виділяють снігові пустелі в Антарктиді та Арктиці. Найвідоміша кам'яниста пустеля світу — Сахара, що займає всю північну частину африканського континенту. Близькі до пустель так звані напівпустелі, які є перехідним типом ландшафту від пустелі до степів чи савани.
Пустелі поширені в помірному поясі Північної півкулі, субтропічних і тропічних поясах Північної та Південної півкуль. Характеризуються посушливими (аридними) умовами зволоження (річна сума опадів менше 200 мм, а в екстрааридних районах — менше 50 мм; коефіцієнт зволоження, що відображає співвідношення опадів і випаровування, становить 0—0,15). У рельєфі переважає складне поєднання нагір'їв, дрібносопковика та острівних гір із структурними рівнинами пластів, стародавніми річковими долинами і замкненими озерними западинами.
Ерозійний тип рельєфоутворення сильно послаблений, широко поширені еолові форми рельєфу. Переважно територія пустель безстічна, іноді їх перетинають транзитні річки (наприклад, Сирдар'я, Амудар'я, Ніл, Хуанхе та інші); багато пересихаючих озер і таких, що часто змінюють свої береги й розміри (наприклад, Лобнор, Чад, Ейр та інші), характерні періодично пересихаючі водотоки. Ґрунтові води часто мінералізовані. Ґрунти розвинені слабко, характеризуються переважанням в ґрунтовому розчині водорозчинних солей над органічними речовинами, звичайна сольова кора.

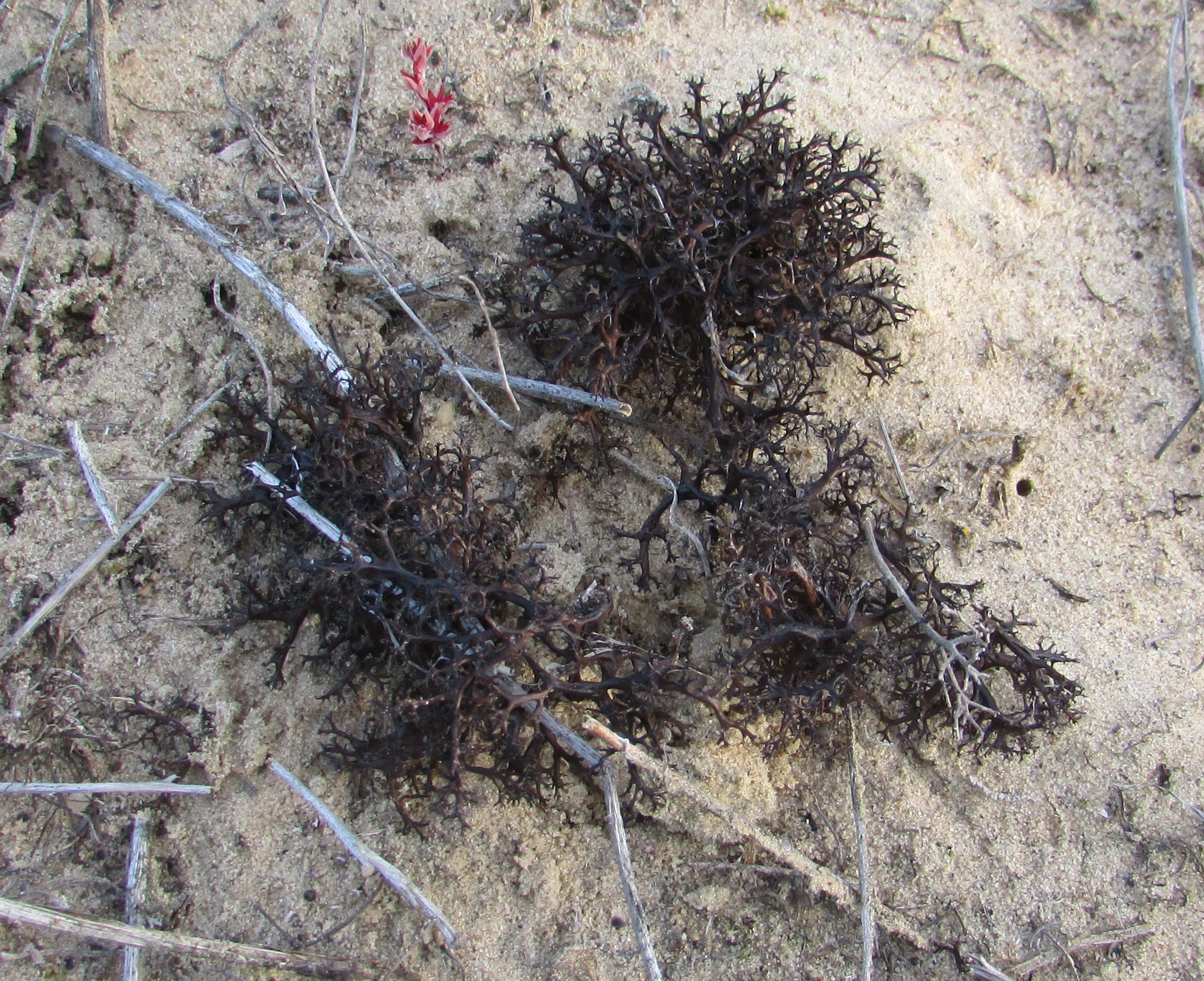
Характерним представником пустельною рослинності є кущові Лишайники

Рослинний покрив розріджений (відстань між сусідніми рослинами від декількох десятків сантиметрів до декількох метрів і більше) і покриває зазвичай менше 50 % поверхні; у надпосушливих умовах флора практично відсутня. До утворення пустель може призвести процес аридизації та спустелювання — складних кліматичних змін, що призводять до зниження зволоженості територій.
Піщані пустелі населені з рослин в основному колючими чагарниками, з тварин — плазунами і дрібними степовими тваринами, які заходять сюди із своїх звичних територій — степів. У піщаних пустелях над місцями залягання підземних вод зустрічаються оази — «острівці» з густою рослинністю і водоймищами.
Сніжні пустелі в основному знаходяться за полярними колами і населені тваринами, стійкими до холоду.

## Класифікація пустель

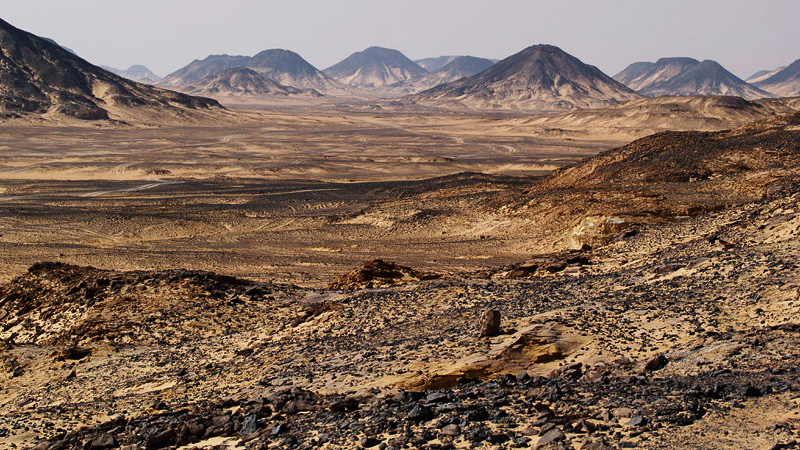
Чорна пустеля в Єгипті

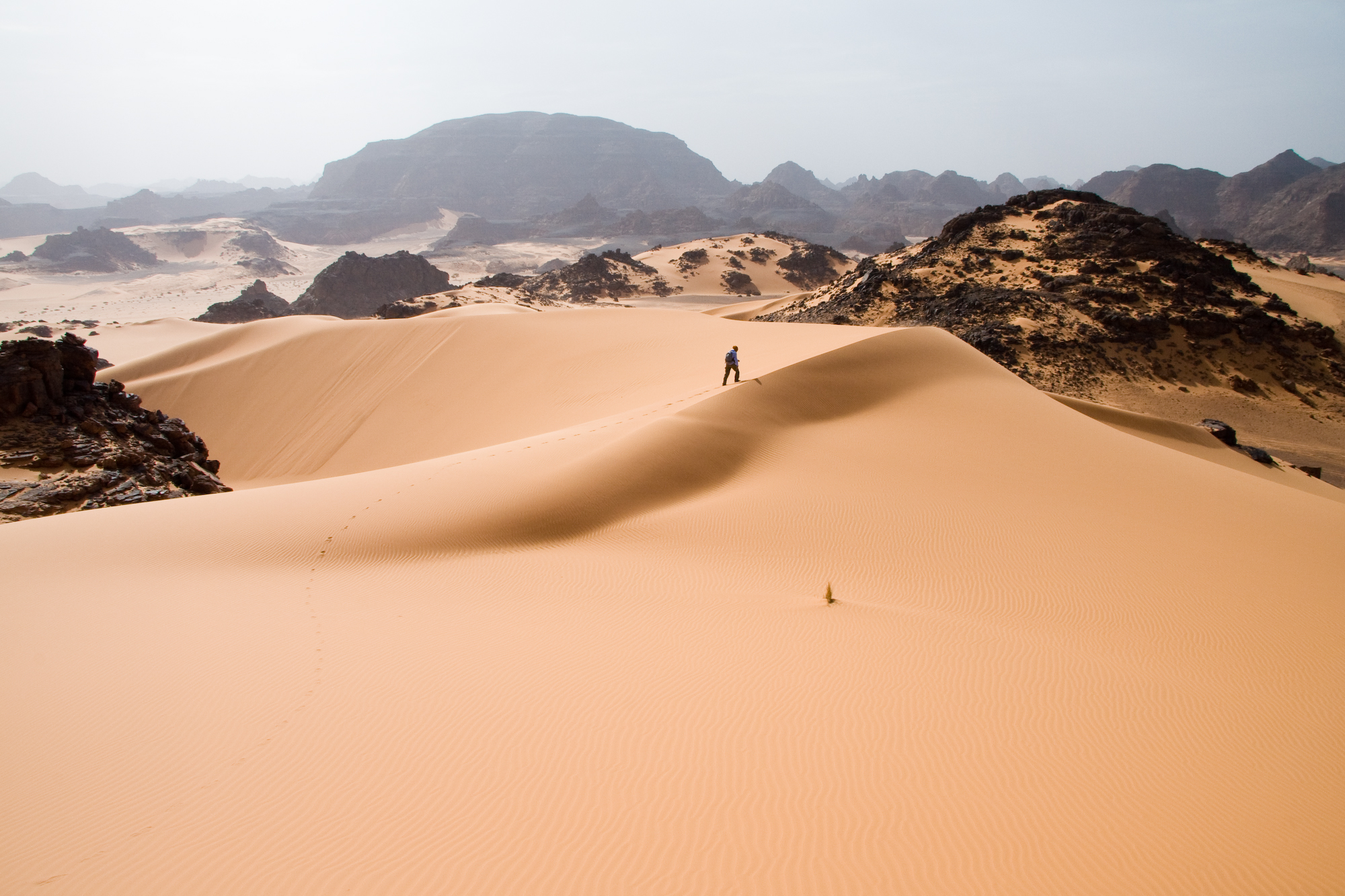
Піщані дюни пустелі в області Тадрарт-Акакус на заході Лівії

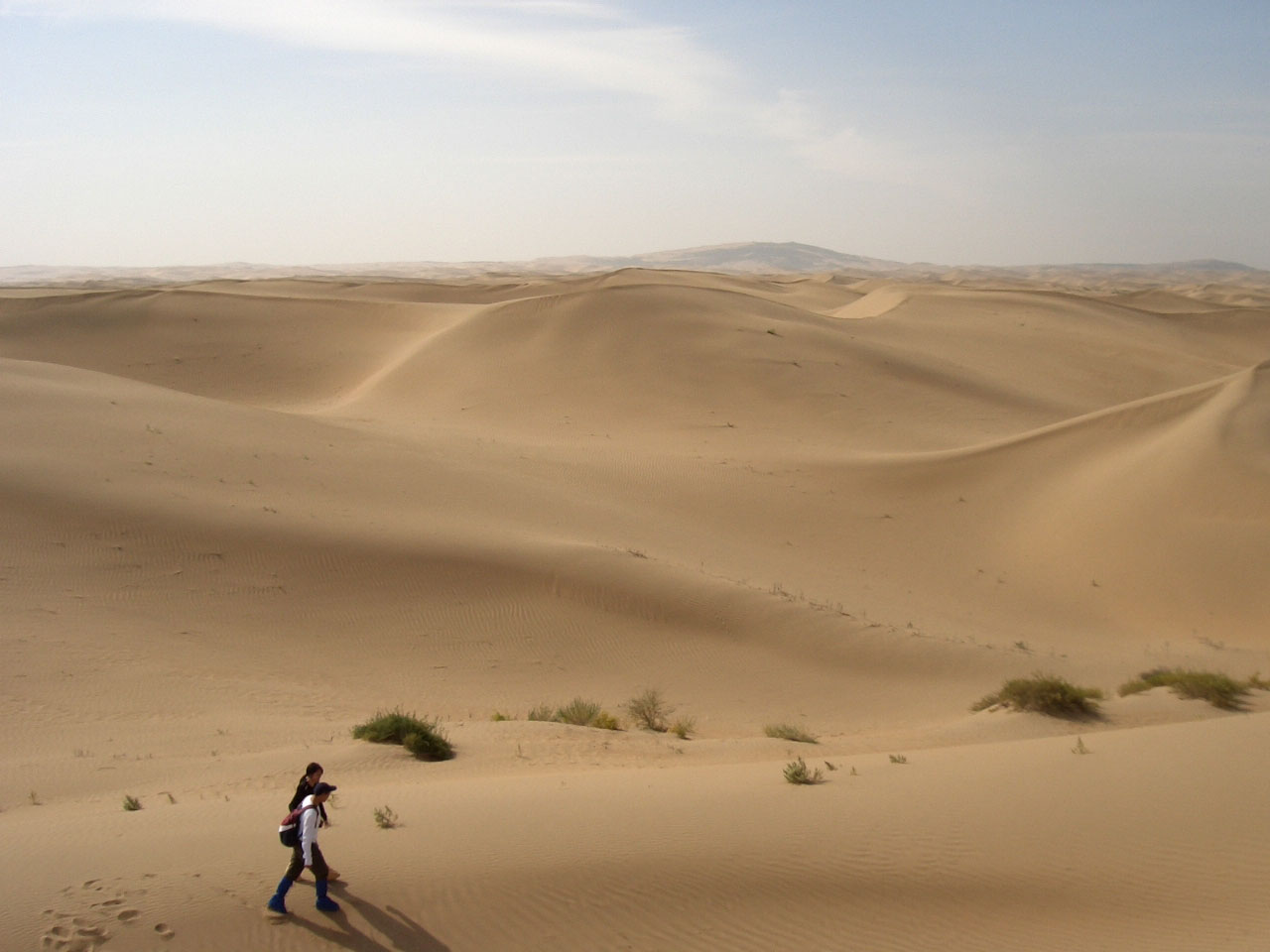
Пустеля Внутрішньої Монголії

Залежно від характеру ґрунтів розрізняють декілька типів пустель:
- піщані — на рихлих відкладеннях древньоалювіальних рівнин;
- лесові — на лесових відкладеннях підгірних рівнин;
- суглинні — на слабокарбонатних покривних суглинках рівнин;
- глинисті — на низькогір'ях, складених соленосними мергелями і глинами;
- глинисті такирові — на підгірних рівнинах і в стародавніх дельтах річок;
- галечні та піщано-галечні — на гіпсованих плато і підгірних рівнинах;
- щебнисті гіпсовані — на плато і молодих підгірних рівнинах;
- кам'янисті — на низькогір'ях та дрібносопковиках;
- солончакові — в засолених пониженнях рельєфу і вздовж морського узбережжя.

## Утворення і поширення пустель
В основі формування, існування та розвитку пустель знаходиться нерівномірність розподілу тепла і вологи, а також географічна зональність планети.
Зональний розподіл температур і атмосферного тиску зумовлює специфіку циркуляції повітряних мас атмосфери і формування вітрів. Пасати, що переважають в екваторіально-тропічних широтах, визначають стійку стратифікацію атмосфери, перешкоджають вертикальним рухам повітряних потоків і пов'язаного з ними утворенню хмар і випаданню опадів. Хмарність вкрай незначна, в той час як приплив сонячної радіації найбільший, що призводить до крайньої сухості повітря (відносна вологість в літні місяці становить близько 30 %) і виключно високих річних температур. В субтропічному поясі величина сумарної сонячної радіації зменшується, але на материках розвиваються малорухомі депресії термічного походження, що викликають різку посушливість. Середня температура в літні місяці сягає +30 °C, максимальна — +50 °C. Найбільшою сухістю в даному поясі відрізняються міжгірні западини, де річна кількість опадів не перевищує 100—200 мм.
У помірному поясі умови для формування пустель виникають у внутрішньоконтинентальних районах, таких як Центральна Азія, де кількість опадів не перевищує 200 мм. Центральна Азія відгороджена від циклонів і мусонів гірськими підняттями, що тягне за собою утворення в літні місяці баричної депресії. Повітря відрізняється великою сухістю, високою температурою (до 40 °C і більше) і сильною запиленістю. Зрідка проникаючі сюди повітряні маси з циклонами з океанів і Арктики швидко прогріваються і висушуються.
Саме характер загальної циркуляції атмосфери разом з місцевими географічними умовами створюють кліматичну обстановку, що формує на північ і південь від екватора, між 15° і 45° широти, зону пустель. До цього також додається вплив холодних течій тропічних широт (Перуанська течія, Каліфорнійська течія, Бенгельська течія, Канарська течія, Західно-Австралійська течія). Прохолодні, насичені вологою морські повітряні маси, викликають температурну інверсію, призводять до утворення прибережних прохолодних і туманних пустель зі ще меншим випаданням опадів у вигляді дощу.
Виникнення, розвиток і географічний розподіл пустель обумовлюється наступними факторами: високими значеннями сонячної радіації і випромінювання, малою кількістю опадів, що випадають або їх повною відсутністю. Останнє, в свою чергу, обумовлюється широтою місцевості, умовами загальної циркуляції атмосфери, особливостями орографічної будови суші, материковим або приокеанічним положенням місцевості.

## Рельєф
Формування рельєфу пустель відбувається під впливом вітрової та водної ерозії. Пустелям властивий ряд однотипних природних процесів, які є передумовами їх морфогенезу: ерозія, водна акумуляція, вивітрювання і еолові накопичення піщаних мас.

### Водна ерозія
Водотоки в пустелі бувають двох типів: постійні і тимчасові. До постійних відносяться деякі річки, як, наприклад, Колорадо, Ніл, які беруть свій початок за межами пустелі і будучи повноводними не пересихають повністю. Тимчасові, або епізодичні, водотоки виникають після інтенсивних злив і швидко пересихають. Більшість водотоків несуть мул, пісок, гравій і гальку, і саме ними створені багато частин рельєфу пустельних областей.
Під час стікання водотоків з крутих схилів на рівнинну місцевість, відбувається відкладення наносів біля підніжжя схилів і формування конусів виносу — віялоподібних скупчень наносів з вершиною, зверненою вгору по долині водотоку. Такі утворення широко поширені в пустелях Південного Заходу США. Близько розташовані конуси можуть зливатися між собою, утворюючи похилу підгірну рівнину, яка носить місцеву назву «бахада» (ісп. bajada — схил, спуск). Вода, що швидко стікає по схилах, розмиває поверхневі відкладення і створює промоїни та яри, часом утворюючи т. зв. бедленди. Такі форми, що утворюються на крутих схилах гір і столових височин, характерні для пустельних областей усього світу.

### Вітрова ерозія
Вітрова ерозія (еолові процеси) створює різноманітні форми рельєфу, найтиповіші саме для пустельних областей. Вітер, захоплюючи частинки пилу, переносить їх як по самій пустелі, так і далеко за її межами. Пісок, який переносить вітром, діє на виступи гірських порід, виявляючи відмінності в їх щільності і твердості. Так виникають химерні форми, що нагадують шпилі, башти, арки та вікна. Часто вітром з поверхні видаляється весь дрібнозем, і залишається лише мозаїка відполірованої, місцями різнобарвної, гальки, т. зв. «пустельна бруківка». Такі поверхні, чисто «виметені» вітром, широко поширені в Сахарі і Аравійській пустелі.
В інших районах пустелі відбувається накопичення принесених з вітрами піску і пилу. Таким чином відбувається формування піщаних дюн. Пісок, який утворює такі дюни, переважно складається з кварцових частинок, але піщані дюни в природному національному пам'ятнику Вайт-Сандс («Білі піски») в штаті Нью-Мексико в США утворені білим гіпсом. Утворення дюн відбувається в місцях, де повітряний потік зустрічає на своєму шляху перешкоду. Накопичення піску починається з підвітряного боку перепони. Висота більшості дюн становить від метрів до декількох десятків метрів, також відомі дюни, що досягають у висоту 300 м. Якщо дюни не закріплені рослинністю, то з часом відбувається їх зміщення в напрямку панівних вітрів. При русі дюни пісок переноситься вітром вгору по пологому навітряному схилу і обсипається з гребеня підвітряного схилу. Швидкість руху дюн в середньому становить 6-10 метрів на рік.
Особливий вид дюн носить назву барханів. Вони мають серпоподібну форму, з крутим і високим підвітряним схилом і витягнутими в напрямку вітру загостреними «рогами». У всіх районах поширення дюнного рельєфу спостерігається безліч западин неправильної форми. Деякі з них створені вихровими потоками повітря, інші утворилися просто в результаті нерівномірного відкладення піску.

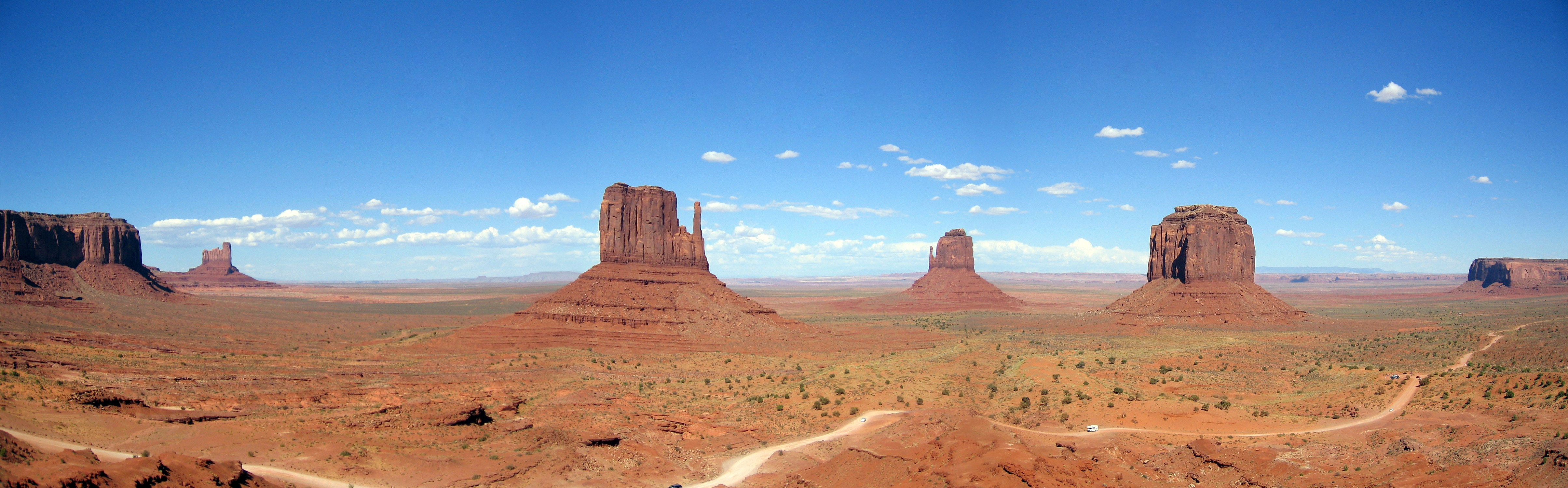
Долина монументів (Аризона, Юта (США)) — рельєф, створений вивітрюванням.

## Флора

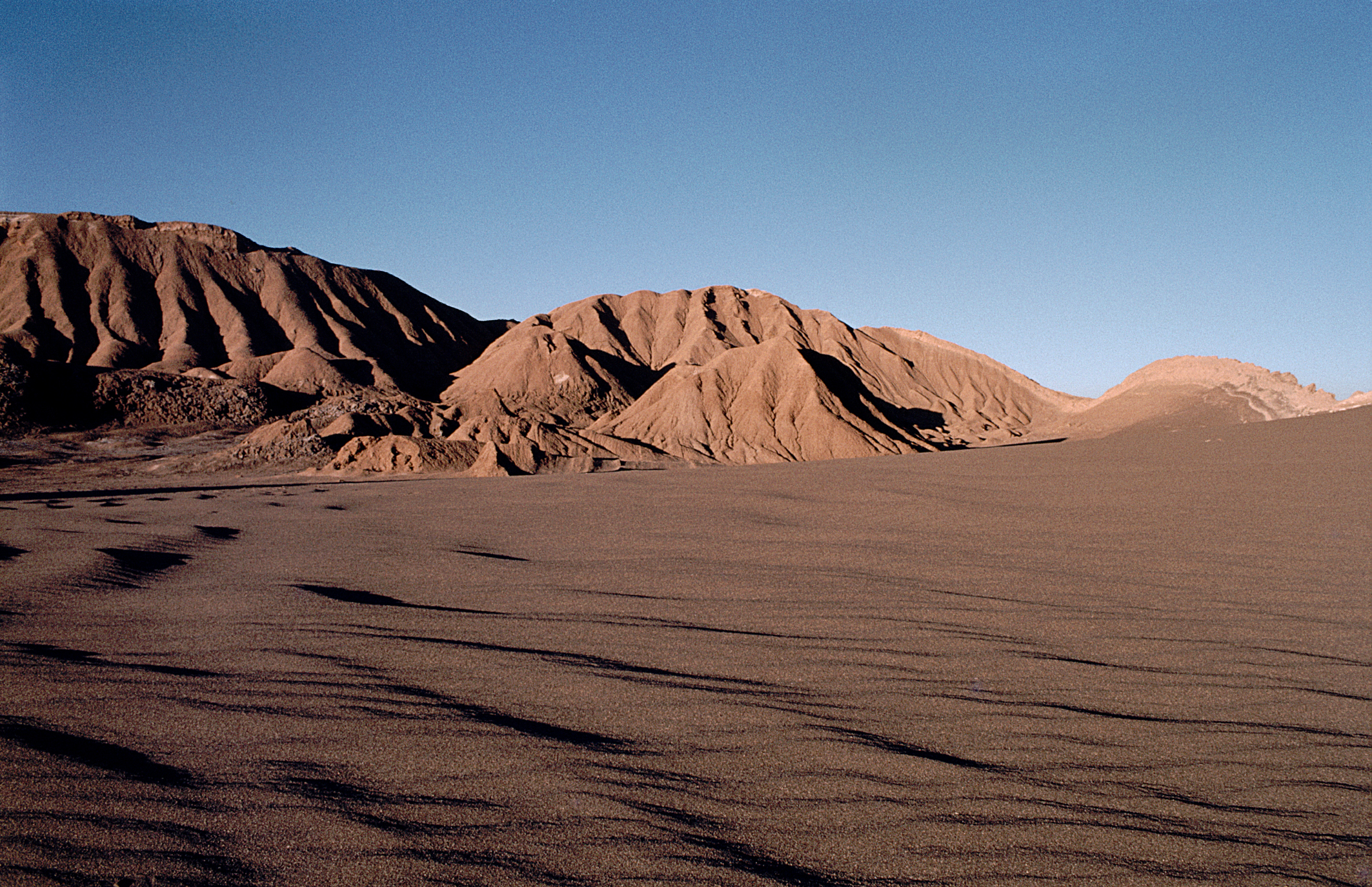
Атакама

Видовий склад рослинності пустель бідний та вельми своєрідний. Нерідко спостерігається часта зміна рослинних угрупувань, їх комплексність, що обумовлено будовою поверхні пустель, малою різноманітністю ґрунтів, часто змінюваними умовами зволоження. Разом з цим в характері розподілу і екології пустельної рослинності різних континентів багато загальних рис, що виникають у рослин в схожих умовах проживання: сильна розрідженість, бідний видовий склад, що простежується іноді на великих просторах.
Для внутрішньоматерикових пустель помірних поясів типовими видами рослин є представники склерофітового типу, зокрема безлисті чагарники і напівчагарники (наприклад, саксаул, джузгун, ефедра, солянка, полин та інші). Важливе місце у фітоценозах південної підзони пустель цього типу займають трав'янисті рослини — ефемери та ефемероїди. У субтропічних і тропічних внутрішньоматерикових пустелях Африки та Аравії також переважають ксерофітові чагарники і багаторічні трави, але тут з'являються і сукуленти. Зовсім позбавлені рослинності масиви барханних пісків і площі, вкриті солевою кіркою.
Багатшим рослинним покривом відрізняються субтропічні пустелі Північної Америки та Австралії (за великою кількістю рослинної маси вони стоять ближче до пустель Середньої Азії) — ділянок, позбавлених рослинності, тут майже немає. По глинистих пониженнях між грядами пісків переважають низькорослі акації та евкаліпти; для галечно-щебнистих пустель характерні напівчагарникові солянки — лобода, верболіз та інші. У субтропічних і тропічних приокеанічних пустелях (наприклад, Західна Сахара, Наміб, Атакама, Каліфорнія, Мексика) панують рослини сукулентного типу. Для солончаків пустель помірного, субтропічного і тропічного поясів характерно багато загальних видів. Це — галофітові і сукулентні напівчагарники і чагарники (наприклад тамарикс, селитрянка та інші) і однорічні солянки (солянка, сведа та інші).
Значно відрізняються від основної рослинності пустель фітоценози оаз, тугаїв, великих річкових долин і дельт. Для долин пустельно-помірного поясу Азії характерні чагарники листопадних дерев — турангових тополь, маслинок, верби, карагачі; для долин річок субтропічних і тропічних поясів — вічнозелені рослини — пальми та олеандри.

## Фауна
Пустельна фауна різноманітна, але вона набагато бідніша, ніж фауна зон, багатих вологою, наприклад лісової фауни. Фауни різних пустельних біотопів розрізняються по складу і багатству. Найбагатша фауна закріплених пісків, особливо з деревною і чагарниковою рослинністю; найбідніша фауна голих рухомих пісків і широких кам'янистих (щебнистих) пустель. Умови існування в пустелях дуже суворі: довготривала відсутність води, сухість повітря, сильна інсоляція, зимові морози при дуже малому сніжному покрові або абсолютної його відсутності. Тому тут мешкають головним чином спеціалізовані форми (з пристосуваннями як морфо-фізіологічними, так і в способі життя й поведінці).

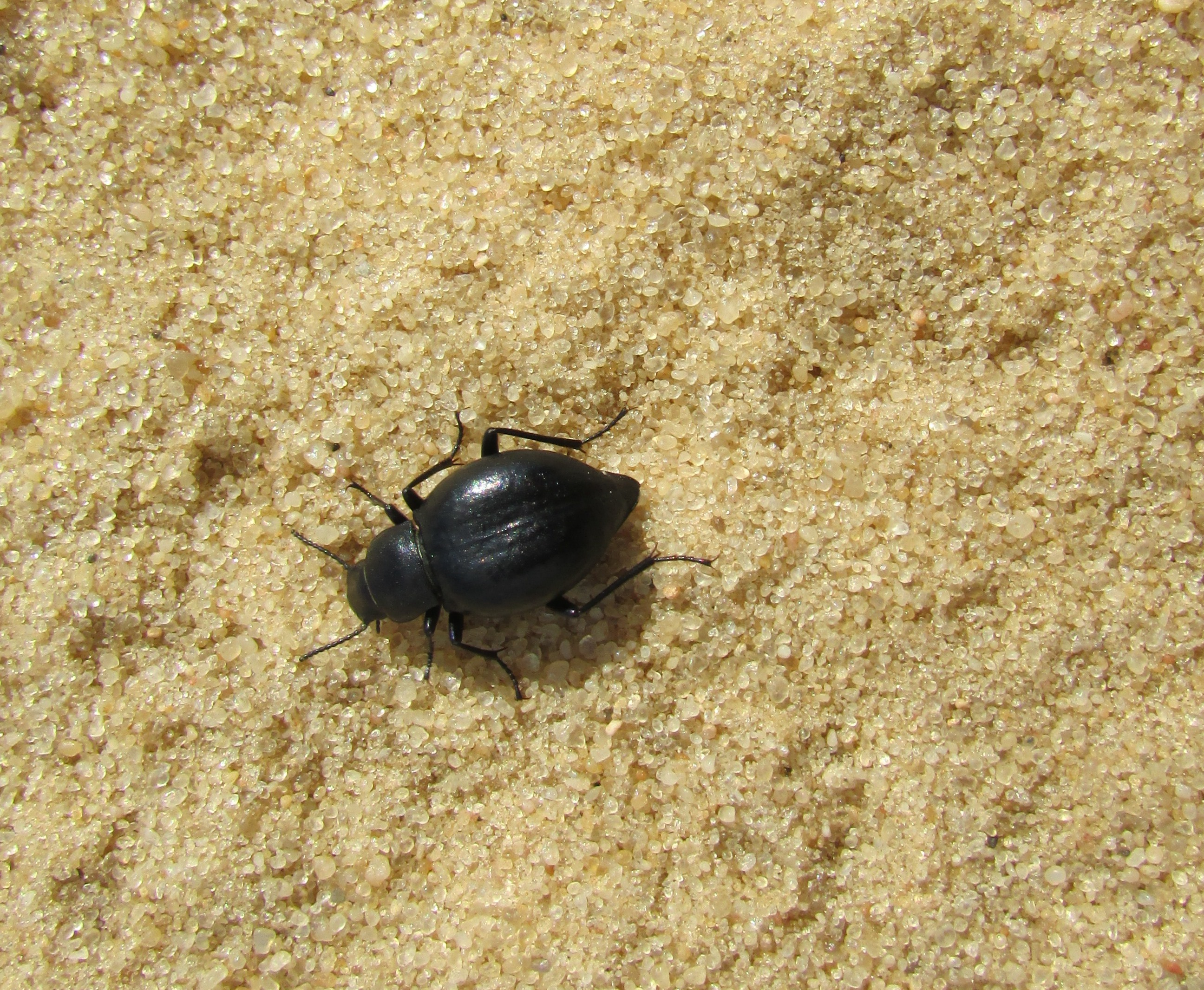
Чорнотілка Anatolica eremita – мешканець напівпустелі, що входить до складу Національному природному парку «Олешківські піски». Надкрила жука зрослися між собою. Це зменшило випаровування вологи з тіла, але при цьому жук втратив здатність літати

Для пустель характерні тварини, що швидко пересуваються. Це насамперед пов'язане з пошуками води (водопої віддалені) і корму (трав'яний покрив розріджений), а також із захистом від переслідування хижаками (укриття в пустелях відсутні). У зв'язку з необхідністю укриття від ворогів і суворими кліматичними умовами у низки тварин сильно розвинені пристосування для риття в піску (щітки з подовженого пружного волосся, шипики і щетина на ногах, які слугують для відгортання і відкидання піску; різці, а також гострі кігтики на передніх лапах — у гризунів). Вони споруджують підземні притулки (нори), часто дуже великі, глибокі і складні (наприклад піщанка велика), або здатні швидко закопуватися в зрихлений пісок (ящірки круглоголовки, деякі комахи). Зокрема, ентомолог Г. С. Медведєв виявив численні пристосування до пустельного життя у жуків-чорнотілок. В пустелях є швидко бігаючі форми (особливо копитні). Багато пустельних плазунів (ящірки і змії) також здатні дуже швидко пересуватися.
Фауні пустель властиве «пустельне» забарвлення — жовті, ясно-бурі і сірі тони, що робить багато тварин малопомітними в піску та камінні. Велика частина пустельної фауни влітку веде нічний спосіб життя, що спричинено значними температурами вдень. Деякі впадають в сплячку, причому у окремих видів (наприклад, у ховрахів) вона починається в розпал спеки (літня сплячка, безпосередньо перехідна в зимову) і пов'язана з вигоранням рослин і нестатком вологи. Дефіцит вологи, особливо питної води, — одна з головних труднощів в житті усіх мешканців пустелі. Одні з них п'ють регулярно й багато і у зв'язку з цим пересуваються у пошуках води на значні відстані (наприклад, рябки) або на суху пору року переселяються ближче до води (так, як і копитні). Інші користуються водопоєм рідко або зовсім не п'ють, обмежуючись вологою, що отримується з їжі. Значну роль у водному балансі багатьох представників пустельної фауни відіграє метаболічна вода, що утворюється у процесі обміну речовин (великі запаси накопиченого жиру, наприклад, у верблюдів).
Пустельна фауна характеризується відносно великим числом видів ссавців (головним чином гризуни, копитні), плазунів (особливо ящірок, агам і варанів), комах (двокрилих, перетинчастокрилих, прямокрилих) і павукоподібні.

## Господарське використання пустель
В пустелях розвинене пасовищне тваринництво, хоча і в незначній мірі. Землеробство можливе тільки за допомогою зрошування і практикується в основному в долинах великих річок. Багато пустель багаті корисними копалинами (особливо в Середній Азії), проводиться в основному видобуток нафти і природного газу. У заплавах і дельтах великих річок, що перетинають пустелі (наприклад, Волга та Ахтуба, Сирдар'я, Амудар'я та інші), широко практикується поливне землеробство (овочівництво, рисівництво, бавовництво, а місцями і виноградарство).
Сприятливі умови для пасовищного тваринництва (вівчарство, верблюдівництво) є в піщаних пустелях (Каракуми, Кизилкум, Приаральські Каракуми, Сариєсік-Атирау та інші), оскільки завдяки високому рівню залягання ґрунтових вод (опади просочуються в ґрунт, не встигаючи випаруватися) рослинність тут багатша, ніж в прилеглих глинистих пустелях. В таких пустелях є велика кількість колодязів і артезіанських свердловин для водопою худоби, біля них організовані численні зимівлі худоби, а міжбарханні пониження рельєфу слугують укриттям від сильних вітрів, запорошених буревіїв, завірюх. Таким чином, піщані пустелі активно і цілорічно використовуються для випасу худоби.
Практикується пасовищне тваринництво і в глинистих пустелях, хоча в цілому умови тут менш сприятливі: ґрунтові води залягають глибше, колодязів для допою небагато, але існують тимчасові водотоки і пересихаючі річки, що наповнюються водою в основному у весняний період. Найсуворіші природні умови спостерігаються в кам'янистих і щебнистих пустелях (плато Устюрт, півострів Мангишлак, захід Туркменістану): тут практично недоступні ґрунтові води, число колодязів дуже мале, взагалі немає річкової мережі. Тому в таких регіонах сільське господарство практично відсутнє, і щільність населення найнижча в порівнянні з іншими типами пустель.

## Екологічні особливості

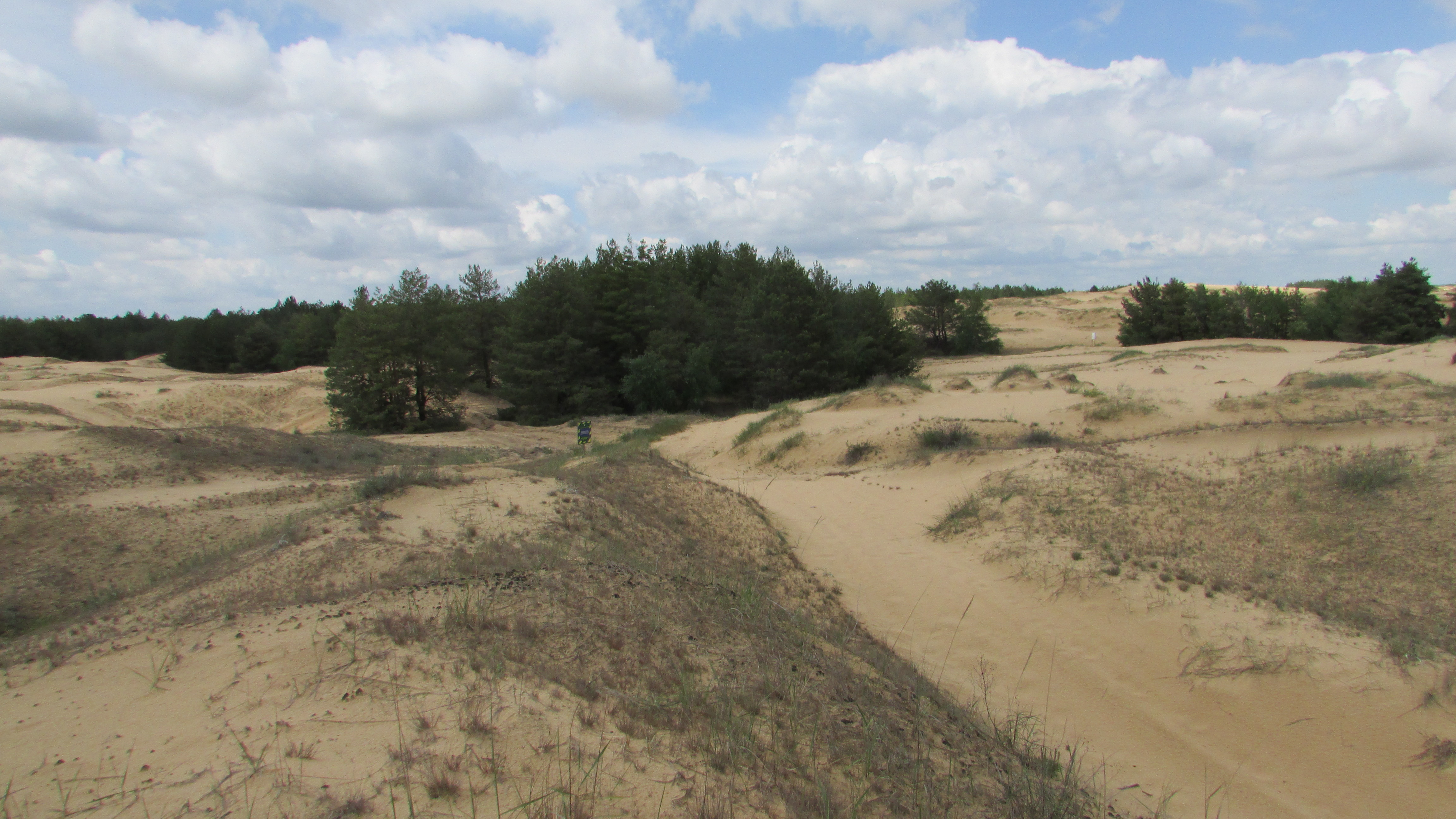
Створення лісових масивів виявилося дієвим засобом боротьби з запустеленням. Це добре видно на прикладі Олешківських пісків у пониззі Дніпра (на фото)

Завдяки віддаленості від цивілізаційного прогресу і сталого клімату пустелі зберегли унікальні екологічні системи. У деяких країнах ділянки пустель включені до складу національних заповідників аби зберегти їхні унікальні ландшафти. З іншого боку, людська діяльність поблизу пустель (вирубка лісу, перекриття річок) призводить до їхнього розширення. Запустелення — один з найгрізніших, глобальних і швидкоплинних процесів сучасності. У 1990-х роках запустелення стало загрожувати близько 3,6 мільйонів гектар найбільш посушливих земель. 
Запустелення може відбуватися в різних кліматичних умовах, але особливо бурхливо воно протікає в спекотних та посушливих районах. У XX столітті стали робитися спроби зупинити запустелення методом озеленення, будівництва водопроводів і каналів. Проте воно залишається однією з найгостріших екологічних проблем всього людства.
Сьогодні на площі територій, що схильні до утворення пустель, проживає близько 850 мільйонів осіб. Пустелі швидко розвиваються (до 5 — 7 млн га на рік) у тропічних районах Африки, Азії і Південної Америки, а також в субтропіках Мексики. Найбільшими темпами запустелення характеризується найбільша пустеля світу Сахара.

## Найбільші пустелі світу
| Назва                     | Площа, тис. км² | Пересічна висота, м | Абсолютний максимум температур, °С | Абсолютний мінімум температур, °С | Середньорічна кількість опадів, мм. |
| ------------------------- | --------------- | ------------------- | ---------------------------------- | --------------------------------- | ----------------------------------- |
| Середня Азія та Казахстан |                 |                     |                                    |                                   |                                     |
| Каракуми                  | 350             | 100–500             | +50                                | -35                               | 70–100                              |
| Устюрт та Мангишлак       | 200             | 200–300             | +42                                | -40                               | 80–150                              |
| Кизилкум                  | 300             | 50–300              | +45                                | -32                               | 70–180                              |
| Приаральські Каракуми     | 35              | 400                 | +42                                | -42                               | 130–200                             |
| Бетпак-Дала               | 75              | 300–350             | +43                                | -38                               | 100–150                             |
| Мойинкум                  | 40              | 100–660             | +40                                | -45                               | 170–300                             |
| Центральна Азія           |                 |                     |                                    |                                   |                                     |
| Такла-Макан               | 271             | 800—1500            | +37                                | -27                               | 50–75                               |
| Алашань                   | 170             | 800–1200            | +40                                | -22                               | 70–150                              |
| Бейшань                   | 175             | 900–2000            | +38                                | -24                               | 40–80                               |
| Ордос                     | 95              | 1100–1500           | +42                                | -21                               | 150—300                             |
| Цайдам                    | 80              | 2600–3100           | +30                                | -20                               | 50–250                              |
| Гобі                      | 1050            | 900–1200            | +45                                | -40                               | 50–200                              |
| Іранське нагір'я          |                 |                     |                                    |                                   |                                     |
| Деште-Кевір               | 55              | 600–800             | +65                                | -10                               | 60–100                              |
| Деште-Лут                 | 80              | 200–800             | +71                                | -15                               | 50–100                              |
| Регістан                  | 40              | 500–1500            | +42                                | -19                               | 50–100                              |
| Аравія та Близький Схід   |                 |                     |                                    |                                   |                                     |
| Руб-ель-Халі              | 60              | 100–500             | +55                                | -5                                | 25–100                              |
| Великий Нефуд             | 80              | 600–1000            | +54                                | -6                                | 50–100                              |
| Дехна                     | 54              | 450                 | +45                                | -7                                | 500–100                             |
| Сирійська пустеля         | 101             | 500–800             | +47                                | -11                               | 100–150                             |
| Африка                    |                 |                     |                                    |                                   |                                     |
| Сахара                    | 7000            | 200–500             | +59                                | -5                                | 25–200                              |
| Лівійська пустеля         | 1934            | 100–500             | +58                                | -4                                | 25–100                              |
| Нубійська пустеля         | 1240            | 350–1000            | +53                                | -2                                | 25                                  |
| Наміб                     | 150             | 200–1000            | +40                                | -4                                | 2–75                                |
| Калахарі                  | 600             | 900                 | +42                                | -9                                | 100–500                             |
| Карру                     | 120             | 450–750             | +44                                | -11                               | 100–300                             |
| Індостан                  |                 |                     |                                    |                                   |                                     |
| Тар                       | 300             | 350–450             | +48                                | +8                                | 150–500                             |
| Тхал                      | 26              | 100–200             | +49                                | -1                                | 50–200                              |
| Північна Америка          |                 |                     |                                    |                                   |                                     |
| Великий Басейн            | 1036            | 100–1200            | +41                                | -14                               | 100–300                             |
| Мохаве                    | 30              | 600–1000            | +56,7                              | -6                                | 45–100                              |
| Сонора                    | 355             | 900–1000            | +44                                | -4                                | 50–250                              |
| Чіуауа                    | 100             | 900–1800            | +42                                | -6                                | 75–300                              |
| Південна Америка          |                 |                     |                                    |                                   |                                     |
| Атакама                   | 90              | 300–2500            | +35                                | -15                               | 10–50                               |
| Патагонська пустеля       | 400             | 600–800             | +40                                | -21                               | 150–200                             |
| Австралія                 |                 |                     |                                    |                                   |                                     |
| Велика Піщана пустеля     | 360             | 400—500             | +53                                | +2                                | 125–250                             |
| Пустеля Гібсона           | 240             | 300–500             | +60                                | 0                                 | 200–250                             |
| Велика пустеля Вікторія   | 350             | 200–700             | +50                                | -3                                | 125–250                             |
|                           | 360             |                     |                                    |                                   |                                     |
| Пустеля Сімпсона          | 300             | 0–200               | + 69,3                             | -6                                | 100–150                             |

Всього          близько                      18,5 млн км²